# Metaromán
Metaromán (neboli metafikční román starším termíny též autotematický román či sebereflexivní román) je druh román, kde je sevřenost textu tvořena na základě přítomnosti metafikčních prvků. Hranice mezi metafikcí jakožto jedním z motivů díla a metafikcí jakožto žánrotvorným prvkem je rozvolněná, což vede k poněkud vágnímu užívání termínů a často může být předmětem sporu, zda se u konkrétního díla jedná o metaromán ve smyslu žánru či spíše jako označení pro román s hojným zastoupením metafikčních postupů.
Ačkoliv jsou známé i kratší metafikční prózy (stejně jako přesahy do jiných literárních druhů) - učebnicovým příkladem jsou Borgesovy povídky -, plné rozvinutí metafikčních postupů umožňuje především román.

## Nejznámější podoby metarománu
- román o člověku píšícím román
- román o člověku čtoucím román (Italo Calvino Když jedné zimní noci cestující)
- dílo se vyjadřuje ke konkrétním konvencím literární tvorby (John Fowles Mantisa)
- autor je postavou ve svém díle (Javier Cercas Vojáci od Salamíny)
- postavy si uvědomují, že se nacházejí v literárním díle (Miguel Unamuno Mlha)
- čtenáři je naznačeno, že on sám může být jen postavou v jiném literárním díle

## Příklady autorů, kteří ve svých dílech metafikci využívají
- John Barth
- Donald Barthelme
- Italo Calvino
- Umberto Eco
- John Fowles
- William H. Gass
- Jiří Kratochvil
- Kurt Vonnegut
- Tom Robbins
- Michal Ajvaz
- Alain de Botton (Lekce z lásky)